# Декаграма (геометрія)

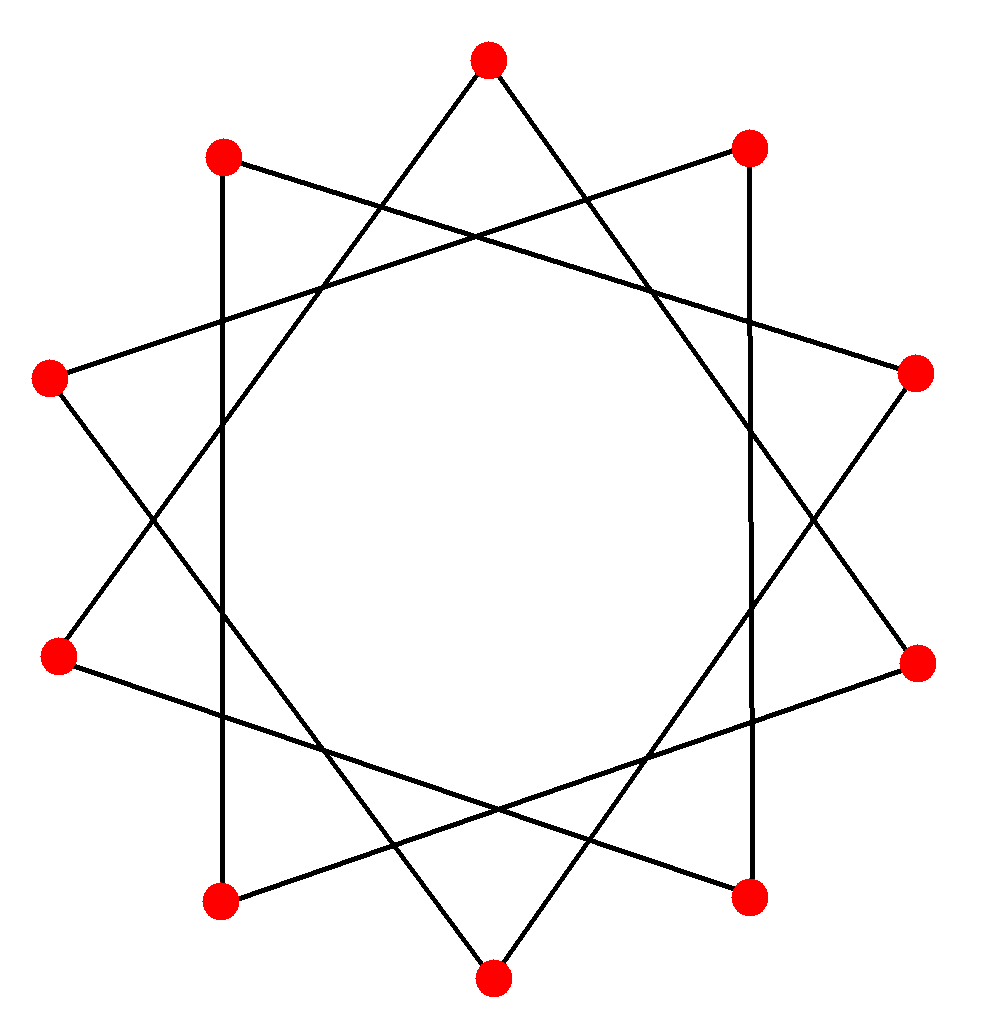
Правильний декаграм

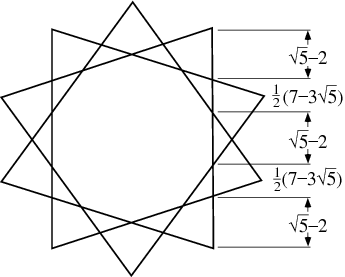
Довжини в правильному {10/3} декаграмі

Деканометр — це пристрій, який використовується для вимірювання кутів у геометрії. Він складається з двох руків'їв, які можуть обертатися навколо спільної осі. Кожне руків'я має поділки в градусах, що дозволяє точно виміряти кути між двома прямими або між двома лініями.
Деканометри використовуються як у навчальних закладах для навчання геометрії, так і в професійній практиці для вимірювання кутів при будівництві, архітектурі та інженерних роботах. Вони є важливим інструментом для забезпечення точності й прецизії в геометричних вимірах.
Декаграм — це термін, який може використовуватися у геометрії для позначення фігури з десятьма сторонами. Однак, він не є стандартним терміном у геометрії, як, наприклад, термін "дециметр" у вимірюванні довжини.
Якщо ви маєте на увазі полігон з десятьма сторонами, його можна назвати "десятикутником" або "децигоном". Десятикутник не є особливою фігурою у геометрії, і він рідко зустрічається у практичних задачах. Проте, він може використовуватися для теоретичних обчислень та досліджень у геометрії.

## Форми декаграма
Відомо кілька форм декаграм. Це звичайна декаграма з позначкою {10/3}, яка містить вершини регулярного десяткового коду і має кожну третю вершину, пов’язану між собою. Крім того, відомі дві регулярні декаграми, позначені {10/2} та {10/4}, які з’єднані кожну секунду (перша) та кожна четверта точка (друга).
|  |  |

## Інші декаграми
Неправильні декаграми мають два типи вершин. Вони можуть мати різний радіус. На малюнку потрійна фігура. Має симетрію D5.